# Чабан Павло Ілліч
Павло́ Іллі́ч Чаба́н (1895 , Ровенський повіт, Волинська губернія, Російська імперія  — 1941 , Городок, Ровенський район, Ровенська область, Українська РСР, СРСР ) — український радянський діяч, селянин, голова сільської ради села Городок Рівненського району Рівненської області. Депутат Верховної Ради УРСР 1-го скликання (з 1940 року) від Рівненської області.

## Життєпис
Народився 1895 року в родині бідного селянина-наймита в селі Бегень, тепер знятий з обліку населений пункт Рівненського району Рівненської області. З дванадцятирічного віку наймитував у поміщика князя Волконського, а з 1914 року — у барона Штейнгеля в сусідньому селі Городку на Рівненщині, де пропрацював 25 років.
З осені 1939 року — громадський активіст, член селянського комітету села Городок Ровенського району Ровенської області.
У лютому 1940 — червні 1941 року — голова виконавчого комітету сільської ради села Городок.
24 березня 1940 року обраний депутатом Верховної Ради УРСР 1-го скликання по Ровенському сільському виборчому округу № 351 Ровенської області.
Під час німецько-радянської війни залишився в селі Городок. Наприкінці червня — на початку липня 1941 року був заарештований німецькою окупаційною владою та страчений.